# Bètalactamantibiotica

Bètalactam is de vierkante structuur in het midden van penicille resp. cefalosporine

Bètalactamantibiotica behoren tot een groep antimicrobiële middelen die bacteriën doden door de productie van celwandcomponenten te remmen/stoppen. Deze antimicrobiële middelen danken hun naam aan de chemische structuur bètalactam. In het bètalactammolecuul is een heterocyclische ringstructuur aanwezig met drie koolstofatomen en één stikstofatoom. Bovendien bevat een van de koolstofatomen naast het stikstofatoom een dubbelgebonden zuurstofatoom. Eigenlijk is een lactam een aminozuur dat een peptidebinding met zichzelf gevormd heeft. De toevoeging β betekent dat de aminogroep niet op het eerste, maar op het tweede koolstofatoom naast de zuurgroep zit.
Het bekendste bètalactamantibioticum is penicilline, waar het in ontdekt is door Dorothy Hodgkin in 1944. Penicilline komt van nature voor in de schimmel Penicillium notatum en is een specifiek antibioticum (smal spectrum). Een groot nadeel is dat het erg gevoelig is voor penicillinasen. Penicillinasen behoren tot een grote groep bètalactamasen, enzymen die in staat zijn bètalactamantibiotica onwerkzaam te maken door de bètalactamstructuur af te breken. Bètalactamasen verschillen in hun werkzaamheid om grotere of kleinere groepen bètalactamantibiotica te inactiveren. Er bestaan remmers van bètalactamasen, die de inactiverende actie blokkeren; een voorbeeld is clavulaanzuur.
Tot de bètalactamantibiotica behoren behalve de penicillines ook de cefalosporines, monobactams en carbapenems. Deze middelen doden bacteriën door de structuur van de celwand van de bacterie te verstoren, waardoor de bacterie oplost (lyseert).

## Voorbeelden van bètalactamantibiotica
- Penicillines:
  - amoxicilline
  - flucloxacilline
  - methicilline
  - ampicilline
- Cefalosporines:
  - cefotetan
  - cefazoline
- Monobactams:
  - aztreonam
- Carbapenems:
  - meropenem
  - doripenem